# Wereldkampioenschap voetbal 1990 (kwalificatie CAF)
26 teams schreven zich in voor de kwalificatie van het wereldkampioenschap voetbal 1990, maar de FIFA weigerde de kandidaturen van Mauritius en Mozambique. De CAF kreeg twee plaatsen op het WK.
Er waren drie rondes, Algerije, Kameroen, Egypte, Kenia, Marokko, Ivoorkust, Nigeria en Zaïre (de acht best geplaatsten op de FIFA-ranking) kregen een vrijstelling voor de eerste ronde.

## Opzet
- Eerste ronde: de zestien teams spelen in knock-outfase, de winnaars gaan naar de tweede ronde.
- Tweede ronde: de zestien teams worden in vier groepen van vier verdeeld, de groepswinnaars gaan naar de finaleronde.
- Finaleronde: de vier teams spelen in knock-outfase en de twee winnaars kwalificeren zich.

## Gekwalificeerde landen
| FIFA-lid | Kwalificatie | Aantal dln. (incl. 1990) | Dln. op rij | Eerste dln. | Laatste dln. | Titels (excl. 1990) | Beste prestatie |
| -------- | ------------ | ------------------------ | ----------- | ----------- | ------------ | ------------------- | --------------- |
| Egypte   | Winnaar 1    | 2e                       | 1           | 1934        | 1934         | 0                   | Eerste ronde    |
| Kameroen | Winnaar 2    | 2e                       | 2           | 1982        | 1982         | 0                   | Kwartfinale     |

## Eerste ronde
|                 |        |       |        |                                                                                            |
| 7 augustus 1988 | Angola | 0 – 0 | Soedan | Estádio da Cidadela, Luanda Toeschouwers: 15.000 Scheidsrechter: Modjiri Ubi Kemuare (ZAI) |
| 7 augustus 1988 |        |       |        | Estádio da Cidadela, Luanda Toeschouwers: 15.000 Scheidsrechter: Modjiri Ubi Kemuare (ZAI) |

|                  |          |       |                          |                                                                                             |
| 11 november 1988 | Soedan   | 1 – 2 | Angola                   | Al-Merrikh Stadion, Khartoem Toeschouwers: 8.000 Scheidsrechter: Osman Mohamud Halane (SOM) |
| 11 november 1988 | Osama 7' |       | Vieira Dias 79' Mavó 85' | Al-Merrikh Stadion, Khartoem Toeschouwers: 8.000 Scheidsrechter: Osman Mohamud Halane (SOM) |

Angola won met 2–1 over twee wedstrijden en plaatst zich voor de tweede ronde.
|              |            |       |        |                                                                                     |
| 16 juli 1988 | Oeganda    | 1 – 0 | Malawi | National Stadium, Kampala Toeschouwers: 5.613 Scheidsrechter: Tahir Hafid Ali (TAN) |
| 16 juli 1988 | Moriri 66' |       |        | National Stadium, Kampala Toeschouwers: 5.613 Scheidsrechter: Tahir Hafid Ali (TAN) |

|              |                              |       |            |                                                                                         |
| 30 juli 1988 | Malawi                       | 3 – 1 | Oeganda    | Civo Stadium, Lilongwe Toeschouwers: 25.000 Scheidsrechter: William Moses Ochieng (KEN) |
| 30 juli 1988 | Chirwa 3' Kayira 6' Waya 51' |       | Moriri 69' | Civo Stadium, Lilongwe Toeschouwers: 25.000 Scheidsrechter: William Moses Ochieng (KEN) |

Malawi won met 3–2 over twee wedstrijden en plaatst zich voor de tweede ronde.
|             |                                            |       |              |                                                                                   |
| 3 juni 1988 | Libië                                      | 3 – 0 | Burkina Faso | 11 Junistadion, Tripoli Toeschouwers: 15.000 Scheidsrechter: Ali Bin Nasser (TUN) |
| 3 juni 1988 | Bezan 8' El-Aisawi 22' (pen.) El-Ghadi 30' |       |              | 11 Junistadion, Tripoli Toeschouwers: 15.000 Scheidsrechter: Ali Bin Nasser (TUN) |

|             |                          |       |       |                                                                |
| 3 juli 1988 | Burkina Faso             | 2 – 0 | Libië | Stade du 4-Août, Ouagadougou Scheidsrechter: Badara Sène (SEN) |
| 3 juli 1988 | Gnimassou 65' Kadeba 73' |       |       | Stade du 4-Août, Ouagadougou Scheidsrechter: Badara Sène (SEN) |

Libië won met 3–2 over twee wedstrijden en plaatst zich voor de tweede ronde.
|                 |       |       |         |                                                                                  |
| 7 augustus 1988 | Ghana | 0 – 0 | Liberia | Accra Sports Stadium, Accra Toeschouwers: 35.000 Scheidsrechter: Linus Mba (NGR) |
| 7 augustus 1988 |       |       |         | Accra Sports Stadium, Accra Toeschouwers: 35.000 Scheidsrechter: Linus Mba (NGR) |

|                  |                     |       |       |                                                                                   |
| 21 augustus 1988 | Liberia             | 2 – 0 | Ghana | National Stadium, Monrovia Toeschouwers: 22.070 Scheidsrechter: Alhagi Faye (GAM) |
| 21 augustus 1988 | Weah 27' Debbah 88' |       |       | National Stadium, Monrovia Toeschouwers: 22.070 Scheidsrechter: Alhagi Faye (GAM) |

Liberia won met 2–0 over twee wedstrijden en plaatst zich voor de tweede ronde.
|                 |                                                   |       |        |                                                                                       |
| 5 augustus 1988 | Tunesië                                           | 5 – 0 | Guinee | Stade El Menzah, Tunis Toeschouwers: 15.000 Scheidsrechter: Mohamed Hossameldin (EGY) |
| 5 augustus 1988 | Jeridi 3' Maaloui 11' Limam 75', 89' Yaacoubi 82' |       |        | Stade El Menzah, Tunis Toeschouwers: 15.000 Scheidsrechter: Mohamed Hossameldin (EGY) |

|                  |                             |       |         |                                                                                         |
| 21 augustus 1988 | Guinee                      | 3 – 0 | Tunesië | Stade du 28 Septembre, Conakry Toeschouwers: 15.000 Scheidsrechter: Dodji Kouassi (TOG) |
| 21 augustus 1988 | Emmerson 34', 82' Toure 49' |       |         | Stade du 28 Septembre, Conakry Toeschouwers: 15.000 Scheidsrechter: Dodji Kouassi (TOG) |

Tunesië won met 5–3 over twee wedstrijden en plaatst zich voor de tweede ronde.
|  |       |                |      |  |
|  | Gabon | w/o            | Togo |  |
|  |       | teruggetrokken |      |  |

Gabon plaatst zich voor de tweede ronde, nadat Togo zich had teruggetrokken.
|  |          |                |         |  |
|  | Zimbabwe | w/o            | Lesotho |  |
|  |          | teruggetrokken |         |  |

Zimbabwe plaatst zich voor de tweede ronde, nadat Lesotho zich had teruggetrokken.
|  |        |                |        |  |
|  | Zambia | w/o            | Rwanda |  |
|  |        | teruggetrokken |        |  |

Zambia  plaatst zich voor de tweede ronde, nadat Rwanda zich had teruggetrokken.

## Tweede ronde
Legenda

### Groep A
Algerije behoorde nog steeds tot de sterke Afrikaanse landen, Rabah Madjer behoorde nog steeds tot de selectie en men had weinig problemen het opkomende Ivoorkust te verslaan. Libië trok zich halverwege terug vanwege politieke spanningen.
| Pos | Land      | Wed            | Win            | Gel            | Ver            | DV             | DT             | +/-            | Pnt            |
| --- | --------- | -------------- | -------------- | -------------- | -------------- | -------------- | -------------- | -------------- | -------------- |
| 1.  | Algerije  | 4              | 3              | 1              | 0              | 6              | 1              | +5             | 7              |
| 2.  | Ivoorkust | 4              | 1              | 2              | 1              | 5              | 1              | +4             | 4              |
| 3.  | Zimbabwe  | 4              | 0              | 1              | 3              | 1              | 10             | –9             | 1              |
|     | Libië     | Teruggetrokken | Teruggetrokken | Teruggetrokken | Teruggetrokken | Teruggetrokken | Teruggetrokken | Teruggetrokken | Teruggetrokken |

|                |                           |       |          |                                                                                      |
| 6 januari 1989 | Algerije                  | 3 – 0 | Zimbabwe | 19 mei 1956-stadion, Annaba Toeschouwers: 50.000 Scheidsrechter: Mohamed Hafez (EGY) |
| 6 januari 1989 | Menad 10', 26' Madjer 65' |       |          | 19 mei 1956-stadion, Annaba Toeschouwers: 50.000 Scheidsrechter: Mohamed Hafez (EGY) |

|                |                     |                   |       |                                                                                                  |
| 8 januari 1989 | Ivoorkust Bamba 80' | 1 – 0 Geannuleerd | Libië | Stade Félix Houphouët-Boigny, Abidjan Toeschouwers: 30.032 Scheidsrechter: Simon Bantsimba (CGO) |
| 8 januari 1989 |                     |                   |       | Stade Félix Houphouët-Boigny, Abidjan Toeschouwers: 30.032 Scheidsrechter: Simon Bantsimba (CGO) |

|                 |       |           |          |                                                           |
| 20 januari 1989 | Libië | 0 – 2 w/o | Algerije | 11 Junistadion, Tripoli Scheidsrechter: Neji Jouini (TUN) |
| 20 januari 1989 |       |           |          | 11 Junistadion, Tripoli Scheidsrechter: Neji Jouini (TUN) |

|                 |          |       |           |                                                                                    |
| 22 januari 1989 | Zimbabwe | 0 – 0 | Ivoorkust | National Stadium, Harare Toeschouwers: 21.121 Scheidsrechter: Bester Kalombo (MAW) |
| 22 januari 1989 |          |       |           | National Stadium, Harare Toeschouwers: 21.121 Scheidsrechter: Bester Kalombo (MAW) |

|              |           |       |          |                                                                                                 |
| 11 juni 1989 | Ivoorkust | 0 – 0 | Algerije | Stade Félix Houphouët-Boigny, Abidjan Toeschouwers: 50.000 Scheidsrechter: Ali Bin Nasser (TUN) |
| 11 juni 1989 |           |       |          | Stade Félix Houphouët-Boigny, Abidjan Toeschouwers: 50.000 Scheidsrechter: Ali Bin Nasser (TUN) |

|              |              |       |                      |                                                                                        |
| 25 juni 1989 | Zimbabwe     | 1 – 2 | Algerije             | National Stadium, Harare Toeschouwers: 15.000 Scheidsrechter: Tesfaye Gebreyesus (ETH) |
| 25 juni 1989 | Ndunduma 90' |       | Menad 38' Madjer 87' | National Stadium, Harare Toeschouwers: 15.000 Scheidsrechter: Tesfaye Gebreyesus (ETH) |

|                  |                                                          |       |          |                                                                          |
| 13 augustus 1989 | Ivoorkust                                                | 5 – 0 | Zimbabwe | Stade Félix Houphouët-Boigny, Abidjan Scheidsrechter: Badou Jasseh (GAM) |
| 13 augustus 1989 | Ben Salah 30', 47' Akenon 71' (pen.) Amani 81' Bamba 89' |       |          | Stade Félix Houphouët-Boigny, Abidjan Scheidsrechter: Badou Jasseh (GAM) |

|                  |            |       |           |                                                                                    |
| 25 augustus 1989 | Algerije   | 1 – 0 | Ivoorkust | 19 mei 1956-stadion, Annaba Toeschouwers: 50 000 Scheidsrechter: Badara Sène (SEN) |
| 25 augustus 1989 | Madjer 56' |       |           | 19 mei 1956-stadion, Annaba Toeschouwers: 50 000 Scheidsrechter: Badara Sène (SEN) |

### Groep B
Opvallend aan deze groep was het gebrek aan doelpunten, er vielen slechts dertien doelpunten in twaalf wedstrijden. Egypte had tegenstand van het Liberia van de toen nog bij AS Monaco spelende  George Weah, maar plaatste zich uiteindelijk souverein voor de finale-ronde.
| Pos | Land    | Wed | Win | Gel | Ver | DV | DT | +/- | Pnt |
| --- | ------- | --- | --- | --- | --- | -- | -- | --- | --- |
| 1.  | Egypte  | 6   | 3   | 2   | 1   | 6  | 2  | +4  | 8   |
| 2.  | Liberia | 6   | 2   | 2   | 2   | 2  | 3  | –1  | 6   |
| 3.  | Malawi  | 6   | 1   | 3   | 2   | 3  | 4  | –1  | 5   |
| 4.  | Kenia   | 6   | 1   | 3   | 2   | 2  | 4  | –2  | 5   |

|                |                       |       |         |                                                                                 |
| 6 januari 1989 | Egypte                | 2 – 0 | Liberia | Cairo Stadium, Caïro Toeschouwers: 70.000 Scheidsrechter: Abdelali Naciri (MAR) |
| 6 januari 1989 | Ala'a 23' El-Akad 42' |       |         | Cairo Stadium, Caïro Toeschouwers: 70.000 Scheidsrechter: Abdelali Naciri (MAR) |

|                |          |       |             |                                                                                     |
| 7 januari 1989 | Kenia    | 1 – 1 | Malawi      | Moi International Sports Centre, Nairobi Scheidsrechter: Hassan Abdulle Ahmed (SOM) |
| 7 januari 1989 | Dawo 47' |       | McDonald 2' | Moi International Sports Centre, Nairobi Scheidsrechter: Hassan Abdulle Ahmed (SOM) |

|                 |            |       |            |                                                            |
| 21 januari 1989 | Malawi     | 1 – 1 | Egypte     | Silver Stadium, Lilongwe Scheidsrechter: Hafid Tahir (TAN) |
| 21 januari 1989 | Kayira 89' |       | Hesham 60' | Silver Stadium, Lilongwe Scheidsrechter: Hafid Tahir (TAN) |

|                 |         |       |       |                                                                                  |
| 22 januari 1989 | Liberia | 0 – 0 | Kenia | Nationaal Stadion, Monrovia Toeschouwers: 25.000 Scheidsrechter: Linus Mba (NGR) |
| 22 januari 1989 |         |       |       | Nationaal Stadion, Monrovia Toeschouwers: 25.000 Scheidsrechter: Linus Mba (NGR) |

|              |       |       |        |                                                                                   |
| 10 juni 1989 | Kenia | 0 – 0 | Egypte | Moi International Sports Centre, Nairobi Scheidsrechter: Joel Dwarf Mondoka (ZAM) |
| 10 juni 1989 |       |       |        | Moi International Sports Centre, Nairobi Scheidsrechter: Joel Dwarf Mondoka (ZAM) |

|              |          |       |        |                                                                                     |
| 11 juni 1989 | Liberia  | 1 – 0 | Malawi | Nationaal Stadion, Monrovia Toeschouwers: 28.000 Scheidsrechter: Laryea Louis (GHA) |
| 11 juni 1989 | Weah 36' |       |        | Nationaal Stadion, Monrovia Toeschouwers: 28.000 Scheidsrechter: Laryea Louis (GHA) |

|              |            |       |       |                                                                |
| 24 juni 1989 | Malawi     | 1 – 0 | Kenia | Silver Stadium, Lilongwe Scheidsrechter: John N'Khathazo (ZIM) |
| 24 juni 1989 | Kayira 55' |       |       | Silver Stadium, Lilongwe Scheidsrechter: John N'Khathazo (ZIM) |

|              |            |       |        |                                                                                       |
| 25 juni 1989 | Liberia    | 1 – 0 | Egypte | Nationaal Stadion, Monrovia Toeschouwers: 22.000 Scheidsrechter: Celestin N'Cho (CIV) |
| 25 juni 1989 | Debbah 45' |       |        | Nationaal Stadion, Monrovia Toeschouwers: 22.000 Scheidsrechter: Celestin N'Cho (CIV) |

|                  |            |       |        |                                                                                      |
| 12 augustus 1989 | Egypte     | 1 – 0 | Malawi | Cairo Stadium, Caïro Toeschouwers: 55.000 Scheidsrechter: Hassan Ahmed Abdulle (SOM) |
| 12 augustus 1989 | Hesham 28' |       |        | Cairo Stadium, Caïro Toeschouwers: 55.000 Scheidsrechter: Hassan Ahmed Abdulle (SOM) |

|                  |             |       |         | |
| 12 augustus 1989 | Kenia       | 1 – 0 | Liberia | Moi International Sports Centre, Nairobi Toeschouwers: 30.000 Scheidsrechter: Mohamed Abdel Salam Gasmalla (SUD) |
| 12 augustus 1989 | Onyango 24' |       |         | Moi International Sports Centre, Nairobi Toeschouwers: 30.000 Scheidsrechter: Mohamed Abdel Salam Gasmalla (SUD) |

|                  |                          |       |       |                                                                              |
| 26 augustus 1989 | Egypte                   | 2 – 0 | Kenia | Cairo Stadium, Caïro Toeschouwers: 47.000 Scheidsrechter: Hafidh Tahir (TAN) |
| 26 augustus 1989 | Hesham 58' I. Hossan 62' |       |       | Cairo Stadium, Caïro Toeschouwers: 47.000 Scheidsrechter: Hafidh Tahir (TAN) |

|                  |        |       |         |                                                                   |
| 26 augustus 1989 | Malawi | 0 – 0 | Liberia | Silver Stadium, Lilongwe Scheidsrechter: Joel Dwarf Mondoka (ZAM) |
| 26 augustus 1989 |        |       |         | Silver Stadium, Lilongwe Scheidsrechter: Joel Dwarf Mondoka (ZAM) |

### Groep C
In ieder geval zou één ploeg uit "Donker Afrika" de finalepoule halen, zowel Kameroen als Nigeria hadden een sterke selectie. Spelers als aanvaller Yekini en RSC Anderlecht-verdediger Stephen Keshi waren de basis van de selectie, die later de bijnaam "the Super Eagles" zou krijgen. Ook de latere Feyenoord-spits Mike Obiku maakte deel van de selectie. Kameroen had afscheid genomen van de op leeftijd zijnde Roger Milla, die ging afbouwen op het eiland Réunion. De helft van de selectie speelde bij Franse clubs, waarvan spits Oman -Bijik de bekendste was. Kameroen en Nigeria speelden beiden in het begin van de cyclus een punt tegen Angola, dat voor de rest geen rol van betekenis speelde. Het eerste onderlinge duel won Nigeria met 2-0, maar Nigeria verzuimde verder van Kameroen weg te lopen door een 2-1-nederlaag tegen laagvlieger Gabon. In de laatste wedstrijd moest Kameroen winnen om de finalepoule te halen. Voor 90.000 toeschouwers won Kameroen met 1-0 door een doelpunt in de eerste helft van Oman-Bijik.
| Pos | Land     | Wed | Win | Gel | Ver | DV | DT | +/- | Pnt |
| --- | -------- | --- | --- | --- | --- | -- | -- | --- | --- |
| 1.  | Kameroen | 6   | 4   | 1   | 1   | 9  | 6  | +3  | 9   |
| 2.  | Nigeria  | 6   | 3   | 1   | 2   | 7  | 5  | +2  | 7   |
| 3.  | Angola   | 6   | 1   | 2   | 3   | 6  | 7  | –1  | 4   |
| 4.  | Gabon    | 6   | 2   | 0   | 4   | 5  | 9  | –4  | 4   |

|                |             |       |       |                                                                                       |
| 7 januari 1989 | Nigeria     | 1 – 0 | Gabon | Nnamdi Azikiwe Stadium, Enugu Toeschouwers: 50.000 Scheidsrechter: Badou Jasseh (GAM) |
| 7 januari 1989 | Odegbami 5' |       |       | Nnamdi Azikiwe Stadium, Enugu Toeschouwers: 50.000 Scheidsrechter: Badou Jasseh (GAM) |

|                |             |       |              |                                                                                             |
| 8 januari 1989 | Kameroen    | 1 – 1 | Angola       | Stade Omnisports, Yaoundé Toeschouwers: 50.000 Scheidsrechter: Dodji Hounnake-Kouassi (TOG) |
| 8 januari 1989 | Djonkep 75' |       | Saavedra 11' | Stade Omnisports, Yaoundé Toeschouwers: 50.000 Scheidsrechter: Dodji Hounnake-Kouassi (TOG) |

|                 |           |       |                                         |                                                                                     |
| 22 januari 1989 | Gabon     | 1 – 3 | Kameroen                                | Stade Omnisports, Libreville Toeschouwers: 30.000 Scheidsrechter: Bakary Sarr (SEN) |
| 22 januari 1989 | Manon 33' |       | Omam-Biyik 26' Kana-Biyik 39' Mbouh 85' | Stade Omnisports, Libreville Toeschouwers: 30.000 Scheidsrechter: Bakary Sarr (SEN) |

|                 |                           |       |                    |                                                                                     |
| 22 januari 1989 | Angola                    | 2 – 2 | Nigeria            | Estádio da Cidadela, Luanda Toeschouwers: 60.000 Scheidsrechter: Joel Mondoka (ZAM) |
| 22 januari 1989 | Vieira Dias 30' Jesus 62' |       | Keshi 8' Obiku 67' | Estádio da Cidadela, Luanda Toeschouwers: 60.000 Scheidsrechter: Joel Mondoka (ZAM) |

|              |                      |       |          |                                                                                          |
| 10 juni 1989 | Nigeria              | 2 – 0 | Kameroen | Liberty Stadium, Ibadan Toeschouwers: 50.000 Scheidsrechter: Mohamed Hossam El-Din (EGY) |
| 10 juni 1989 | Keshi 43' Siasia 86' |       |          | Liberty Stadium, Ibadan Toeschouwers: 50.000 Scheidsrechter: Mohamed Hossam El-Din (EGY) |

|              |                |       |       |                                                                  |
| 11 juni 1989 | Angola         | 2 – 0 | Gabon | Estádio da Cidadela, Luanda Scheidsrechter: Celestin N'Cho (CIV) |
| 11 juni 1989 | Maluka 7', 28' |       |       | Estádio da Cidadela, Luanda Scheidsrechter: Celestin N'Cho (CIV) |

|              |           |       |                               |                                                                                        |
| 25 juni 1989 | Angola    | 1 – 2 | Kameroen                      | Estádio da Cidadela, Luanda Toeschouwers: 60.000 Scheidsrechter: Simon Bantsimba (CGO) |
| 25 juni 1989 | Paulão 5' |       | Omam-Biyik 59' Kana-Biyik 70' | Estádio da Cidadela, Luanda Toeschouwers: 60.000 Scheidsrechter: Simon Bantsimba (CGO) |

|              |                      |       |            |                                                                                     |
| 25 juni 1989 | Gabon                | 2 – 1 | Nigeria    | Stade Omnisports, Libreville Toeschouwers: 30.000 Scheidsrechter: Mark Dormoh (LBR) |
| 25 juni 1989 | Ondeno 32' Minko 37' |       | Siasia 57' | Stade Omnisports, Libreville Toeschouwers: 30.000 Scheidsrechter: Mark Dormoh (LBR) |

|                  |           |       |        |                                                                                            |
| 12 augustus 1989 | Nigeria   | 1 – 0 | Angola | National Stadium, Lagos Toeschouwers: 100.000 Scheidsrechter: Dodji Hounnake-Kouassi (TOG) |
| 12 augustus 1989 | Keshi 44' |       |        | National Stadium, Lagos Toeschouwers: 100.000 Scheidsrechter: Dodji Hounnake-Kouassi (TOG) |

|                  |                          |       |            |                                                                                   |
| 13 augustus 1989 | Kameroen                 | 2 – 1 | Gabon      | Stade Omnisports, Yaoundé Toeschouwers: 45.000 Scheidsrechter: Idrissa Sarr (MTN) |
| 13 augustus 1989 | Kana-Biyik 32' Mbouh 38' |       | Nzamba 78' | Stade Omnisports, Yaoundé Toeschouwers: 45.000 Scheidsrechter: Idrissa Sarr (MTN) |

|                  |                |       |         |                                                                                  |
| 27 augustus 1989 | Kameroen       | 1 – 0 | Nigeria | Stade Omnisports, Yaoundé Toeschouwers: 90.000 Scheidsrechter: Neji Jouini (TUN) |
| 27 augustus 1989 | Omam-Biyik 31' |       |         | Stade Omnisports, Yaoundé Toeschouwers: 90.000 Scheidsrechter: Neji Jouini (TUN) |

|                  |           |       |        |                                                                    |
| 27 augustus 1989 | Gabon     | 1 – 0 | Angola | Stade Omnisports, Libreville Scheidsrechter: Abdellah Naciri (MAR) |
| 27 augustus 1989 | Minko 24' |       |        | Stade Omnisports, Libreville Scheidsrechter: Abdellah Naciri (MAR) |

### Groep D
Dit was de spannendste Afrikaanse groep van allemaal, want na vier speeldagen hadden alle vier de ploegen kans op plaatsing voor de finalepoule. Zambia had zes punten uit vier wedstrijden en voorsprong van twee punten op Tunesië en drie op Zaïre en Marokko. Zambia moest nog wel twee uitwedstrijden spelen. De ploeg had grote indruk gemaakt op de Olympische Spelen van 1988 door met 4-0 van Italië te winnen met drie treffers van de vedette van de ploeg Kalusha, die in 1989 vertrok van Cercle Brugge naar PSV Eindhoven. Marokko moest winnen van Tunesië om nog kans te hebben op plaatsing, het bleef bij 0-0, waardoor Marokko, het land dat veel indruk maakte op het laatste WK als eerste land uitgeschakeld was. Doordat Zaïre met 1-0 won van Zambia was de strijd nog volledig open. Tunesië moest nu winnen van Zambia en dat gebeurde ook: Majoubi scoorde 15 minuten voor tijd de winnende treffer en het veelbelovende Zambia was uitgeschakeld. Zaïre kwam niet verder dan een 1-1 gelijkspel in Marokko en Tunesië was geplaatst voor de finalepoule.
| Pos | Land    | Wed | Win | Gel | Ver | DV | DT | +/- | Pnt |
| --- | ------- | --- | --- | --- | --- | -- | -- | --- | --- |
| 1.  | Tunesië | 6   | 3   | 1   | 2   | 5  | 5  | 0   | 7   |
| 2.  | Zambia  | 6   | 3   | 0   | 3   | 7  | 6  | +1  | 6   |
| 3.  | Zaïre   | 6   | 2   | 2   | 2   | 7  | 7  | 0   | 6   |
| 4.  | Marokko | 6   | 1   | 3   | 2   | 4  | 5  | –1  | 5   |

|                |            |       |        |                                                                                               |
| 8 januari 1989 | Marokko    | 1 – 0 | Zambia | Prince Moulay Abdellah Stadium, Rabat Toeschouwers: 35.000 Scheidsrechter: Bashir Salem (LBY) |
| 8 januari 1989 | Rhiati 39' |       |        | Prince Moulay Abdellah Stadium, Rabat Toeschouwers: 35.000 Scheidsrechter: Bashir Salem (LBY) |

|                |                           |       |          |                                                                                     |
| 8 januari 1989 | Zaïre                     | 3 – 1 | Tunesië  | Stade du 20 Mai, Kinshasa Toeschouwers: 21.900 Scheidsrechter: Tadesse Degefa (ETH) |
| 8 januari 1989 | Mapuata 23', 33' Wawa 61' |       | Limam 7' | Stade du 20 Mai, Kinshasa Toeschouwers: 21.900 Scheidsrechter: Tadesse Degefa (ETH) |

|                 |                       |       |               |                                                                                |
| 22 januari 1989 | Tunesië               | 2 – 1 | Marokko       | Stade El Menzah, Tunis Toeschouwers: 45.000 Scheidsrechter: Idrissa Sarr (MTN) |
| 22 januari 1989 | Abdelli 37' Chiab 44' |       | Bouderbala 4' | Stade El Menzah, Tunis Toeschouwers: 45.000 Scheidsrechter: Idrissa Sarr (MTN) |

|                 |                                                |       |                  |                                                                        |
| 22 januari 1989 | Zambia                                         | 4 – 2 | Zaïre            | Independence Stadium, Lusaka Scheidsrechter: Sydney Picon-Ackong (MRI) |
| 22 januari 1989 | Nyirenda 10' Msiska 17' Makinka 25' Bwalya 75' |       | Kabongo 29', 78' | Independence Stadium, Lusaka Scheidsrechter: Sydney Picon-Ackong (MRI) |

|              |       |       |         |                                                                                  |
| 11 juni 1989 | Zaïre | 0 – 0 | Marokko | Stade du 20 Mai, Kinshasa Toeschouwers: 50.000 Scheidsrechter: Badara Sène (SEN) |
| 11 juni 1989 |       |       |         | Stade du 20 Mai, Kinshasa Toeschouwers: 50.000 Scheidsrechter: Badara Sène (SEN) |

|              |             |       |         |                                                                       |
| 11 juni 1989 | Zambia      | 1 – 0 | Tunesië | Independence Stadium, Lusaka Scheidsrechter: Eganaden Cadressen (MRI) |
| 11 juni 1989 | Makinka 73' |       |         | Independence Stadium, Lusaka Scheidsrechter: Eganaden Cadressen (MRI) |

|              |                    |       |       |                                                                                  |
| 25 juni 1989 | Tunesië            | 1 – 0 | Zaïre | Stade El Menzah, Tunis Toeschouwers: 25.000 Scheidsrechter: Mohamed Hansal (ALG) |
| 25 juni 1989 | Maâloul 74' (pen.) |       |       | Stade El Menzah, Tunis Toeschouwers: 25.000 Scheidsrechter: Mohamed Hansal (ALG) |

|              |                        |       |             |                                                                                        |
| 25 juni 1989 | Zambia                 | 2 – 1 | Marokko     | Independence Stadium, Lusaka Toeschouwers: 40.000 Scheidsrechter: Bester Kalombo (MAW) |
| 25 juni 1989 | Musonda 42' Bwalya 87' |       | Timoumi 73' | Independence Stadium, Lusaka Toeschouwers: 40.000 Scheidsrechter: Bester Kalombo (MAW) |

|                  |         |       |         |                                                                                             |
| 13 augustus 1989 | Marokko | 0 – 0 | Tunesië | Stade Mohammed V, Casablanca Toeschouwers: 35.111 Scheidsrechter: Jean-Fidele Diramba (GAB) |
| 13 augustus 1989 |         |       |         | Stade Mohammed V, Casablanca Toeschouwers: 35.111 Scheidsrechter: Jean-Fidele Diramba (GAB) |

|                  |             |       |        |                                                                       |
| 13 augustus 1989 | Zaïre       | 1 – 0 | Zambia | Stade du 20 Mai, Kinshasa Scheidsrechter: Mohamed Mohamed Hafez (EGY) |
| 13 augustus 1989 | Kabongo 16' |       |        | Stade du 20 Mai, Kinshasa Scheidsrechter: Mohamed Mohamed Hafez (EGY) |

|                  |           |       |              |                                                                                        |
| 27 augustus 1989 | Marokko   | 1 – 1 | Zaïre        | Stade Municipal, Kenitra Toeschouwers: 1.839 Scheidsrechter: Abderrahmane Bergui (ALG) |
| 27 augustus 1989 | Madih 58' |       | Makukula 47' | Stade Municipal, Kenitra Toeschouwers: 1.839 Scheidsrechter: Abderrahmane Bergui (ALG) |

|                  |              |       |        |                                                                                  |
| 27 augustus 1989 | Tunesië      | 1 – 0 | Zambia | Stade El Menzah, Tunis Toeschouwers: 45.000 Scheidsrechter: Idrissa Traoré (MLI) |
| 27 augustus 1989 | Mahjoubi 75' |       |        | Stade El Menzah, Tunis Toeschouwers: 45.000 Scheidsrechter: Idrissa Traoré (MLI) |

## Finale
Algerije en Egypte zijn geen buurlanden, maar de rivaliteit was tussen beide landen vrij groot. Het had weinig met voetbal te maken, er waren rellen in de stadions en de spelertunnels en het regende overtredingen op het veld. Een speler van Algerije ging vechten met een Egyptische fan en de teamarts van Egypte werd aan één oog verblind, nadat een Algerijnse speler een fles naar hem gooide. In twee wedstrijden viel maar één doelpunt, Hossam Hassan maakte het winnende doelpunt. Egypte plaatste zich voor de eerste keer sinds 1934 voor het eindtoernooi, toevallig ook in Italië. Algerije nam revanche door in 1990 Afrikaans kampioen te worden, maar zou zijn leidende rol in het Afrikaanse voetbal moeten opgeven. Kameroen had niet veel problemen met Tunesië. Het won beide wedstrijden: 2-0 in Yaoundé, 1-0 in Tunis. Toch was de dictator van Kameroen Paul Biya niet gerust op een goede afloop in Italië. Hij benaderde de toen 38-jarige Roger Milla om een comeback te maken op het WK. Milla stelde zich beschikbaar en de Russische bondscoach van Kameroen kon niet anders dan accepteren.
|                |          |       |        |                                                                                           |
| 8 oktober 1989 | Algerije | 0 – 0 | Egypte | Stade 17 Juin, Constantine Toeschouwers: 55.000 Scheidsrechter: Sydney Picon-Ackong (MRI) |
| 8 oktober 1989 |          |       |        | Stade 17 Juin, Constantine Toeschouwers: 55.000 Scheidsrechter: Sydney Picon-Ackong (MRI) |

|                  |              |                    |          |                                                                                 |
| 17 november 1989 | Egypte       | 1 – 0 (1 – 0 agg.) | Algerije | Cairo Stadium, Caïro Toeschouwers: 100.000 Scheidsrechter: Ali Bin Nasser (TUN) |
| 17 november 1989 | H. Hassan 4' |                    |          | Cairo Stadium, Caïro Toeschouwers: 100.000 Scheidsrechter: Ali Bin Nasser (TUN) |

 Egypte won met 1–0 over twee wedstrijden en plaatst zich voor het hoofdtoernooi.
|                |                       |       |         |                                                                                      |
| 8 oktober 1989 | Kameroen              | 2 – 0 | Tunesië | Stade Omnisports, Yaoundé Toeschouwers: 80.000 Scheidsrechter: Abdelali Naciri (MAR) |
| 8 oktober 1989 | Mfédé 54' Kundé 90+1' |       |         | Stade Omnisports, Yaoundé Toeschouwers: 80.000 Scheidsrechter: Abdelali Naciri (MAR) |

|                  |         |                    |          |                                                                               |
| 19 november 1989 | Tunesië | 0 – 1 (0 – 3 agg.) | Kameroen | Stade El Menzah, Tunis Toeschouwers: 45.000 Scheidsrechter: Badara Sène (SEN) |
| 19 november 1989 |         | Omam-Biyik 14'     |          | Stade El Menzah, Tunis Toeschouwers: 45.000 Scheidsrechter: Badara Sène (SEN) |

Kameroen won met 3–0 over twee wedstrijden en plaatst zich voor het hoofdtoernooi.